# Alessandro Volta
Alessandro Giuseppe Antonio Anastasio Volta, o senzillament Alessandro Volta (Como, Llombardia, 18 de febrer de 1745 - 5 de març de 1827), fou un físic italià, conegut pel descobriment i aïllament del gas metà, i la invenció de la primera bateria elèctrica, la pila voltaica; va demostrar que l'electricitat podria ser generada químicament. Va inventar la pila voltaica el 1799. Va informar els resultats dels seus experiments el 1800 en una carta de dues parts al president de la Royal Society. Amb aquesta invenció, Volta va demostrar que l'electricitat es podia generar químicament i va desmentir la teoria predominant que l'electricitat era generada únicament pels éssers vius. L'invent de Volta, la pila voltaica, significà l'inici i desenvolupament de l'electroquímica.
Volta també va atraure l'admiració de Napoleó Bonaparte pel seu invent, i va ser convidat a l'Institut de França per demostrar el seu invent als membres de l'institut. Volta va gaudir d'una certa proximitat amb l'emperador al llarg de la seva vida i li va concedir nombrosos honors. Volta va ocupar la càtedra de física experimental a la Universitat de Pavia durant gairebé 40 anys i va ser àmpliament idolatrat pels seus estudiants.
Malgrat el seu èxit professional, Volta va ser una persona inclinada per la vida domèstica i això va ser més evident en els seus últims anys. En aquesta època va tendir a viure aïllat de la vida pública i més pel bé de la seva família fins a la seva eventual mort el 1827 per una sèrie de malalties que van començar el 1823. Des del 1881 la unitat de mesura del potencial elèctric en el Sistema Internacional d'Unitats s'anomena volt en honor seu.

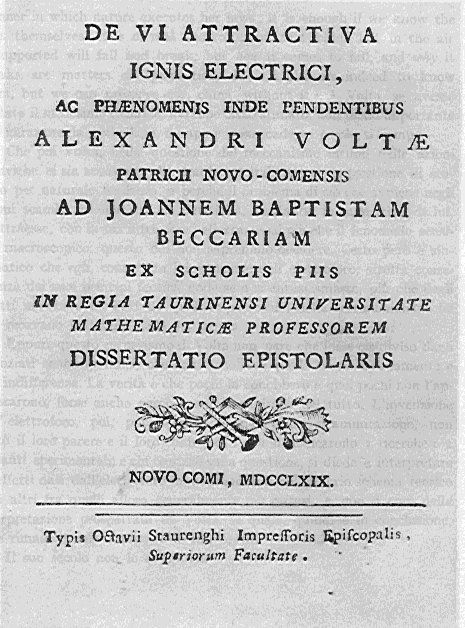
Primera publicació científica de Volta, el 18 s'abril de 1769, De vi attractiva ignis electrici ac phænomenis inde pendentibus

## Biografia
Volta va néixer a una ciutat —Como— situada a l'actual nord d'Itàlia, prop de la frontera amb Suïssa, dins una família aristocràtica; el seu pare era descendent d'un llinatge noble i la seva mare era família dels Inzaghis. El 1794, Volta es va casar amb una dama de l'aristocràcia, també de Como, Teresa Peregrini, amb qui va tenir tres fills: Zanino, Flaminio i Luigi.

### Primeres investigacions científiques
El 1761 va ingressar al Reial Seminari Benzi de Como, on va fer els seus estudis i es va fer amic del físic, professor i jesuïta Giulio Cesare Gattoni, qui fomentà la seva vocació científica i va posar a la seva disposició el seu propi despatx de ciències naturals; el 1769, amb vint-i-quatre anys, va publicar la seva primera investigació científica, De vi attractiva ignis electrici ac phænomenis inde pendentibus, on ja manifestava la seva postura en contra de les interpretacions de l'època sobre els fenòmens elèctrics i dos anys més tard, el 1771, publicà la seva segona investigació, dirigida per Lazzaro Spallanzani, Novus ac simplicissimus electricorum tentaminum apparatus. El 1774 va ser nomenat professor de física a l'Escola Reial de Como i, un any després, va millorar un aparell anomenat electròfor que produïa energia elèctrica estàtica, descrit el 1762 pel físic i investigador suec Johan Wilcke.

### Investigació química: el metà
De l'any 1776 al 1778 va dedicar-se a estudiar la química dels gasos. Després de llegir un article de Benjamin Franklin sobre un «aire inflamable», va viatjar el novembre de 1776 al llac Maggiore, i observà que dels fons f?angosos afloraven abundants bombolles d'aire. El va recollir per estudiar-lo i l'encengué descobrint així el metà; el 1778 va aconseguir aïllar-lo i va comprovar com la combustió d'aquest gas, el metà, produïa una espurna elèctrica dins un recipient tancat. Dins l'àmbit de l'estudi del metà, el 1778 va publicar una investigació, Lettere sull'aria infiammabile nativa delle paludi, va construir la pistola elettroflogopneumatica, va realitzar l'anomenada «lampada perpetua di Volta» i va desenvolupar una versió molt millorada de l'eudiòmetre de Joseph Priestley. També va estudiar la capacitat elèctrica; va desenvolupar diferents maneres per estudiar el potencial elèctric (V) i la càrrega (Q) i va descobrir que són proporcionals per a un determinat objecte —l'anomenada «Llei de la capacitància de Volta». El 1779 va esdevenir professor de física experimental a la Universitat de Pavia, on impartí classes durant quaranta anys.
Les conferències de Volta van ser tan multitudinàries d'estudiants que el posterior emperador Josep II va ordenar la construcció (a partir d'un projecte de Leopold Pollack) d'un nou « teatre físic», avui l'«Aula Volta». A més, l'emperador va concedir a Volta un finançament substancial per equipar el gabinet de física amb instruments, comprats per Volta a Anglaterra i França. Al Museu d'Història Universitària de la Universitat de Pavia n'hi ha 150, utilitzats per Alessandro Volta.

### Controvèrsies amb Galvani

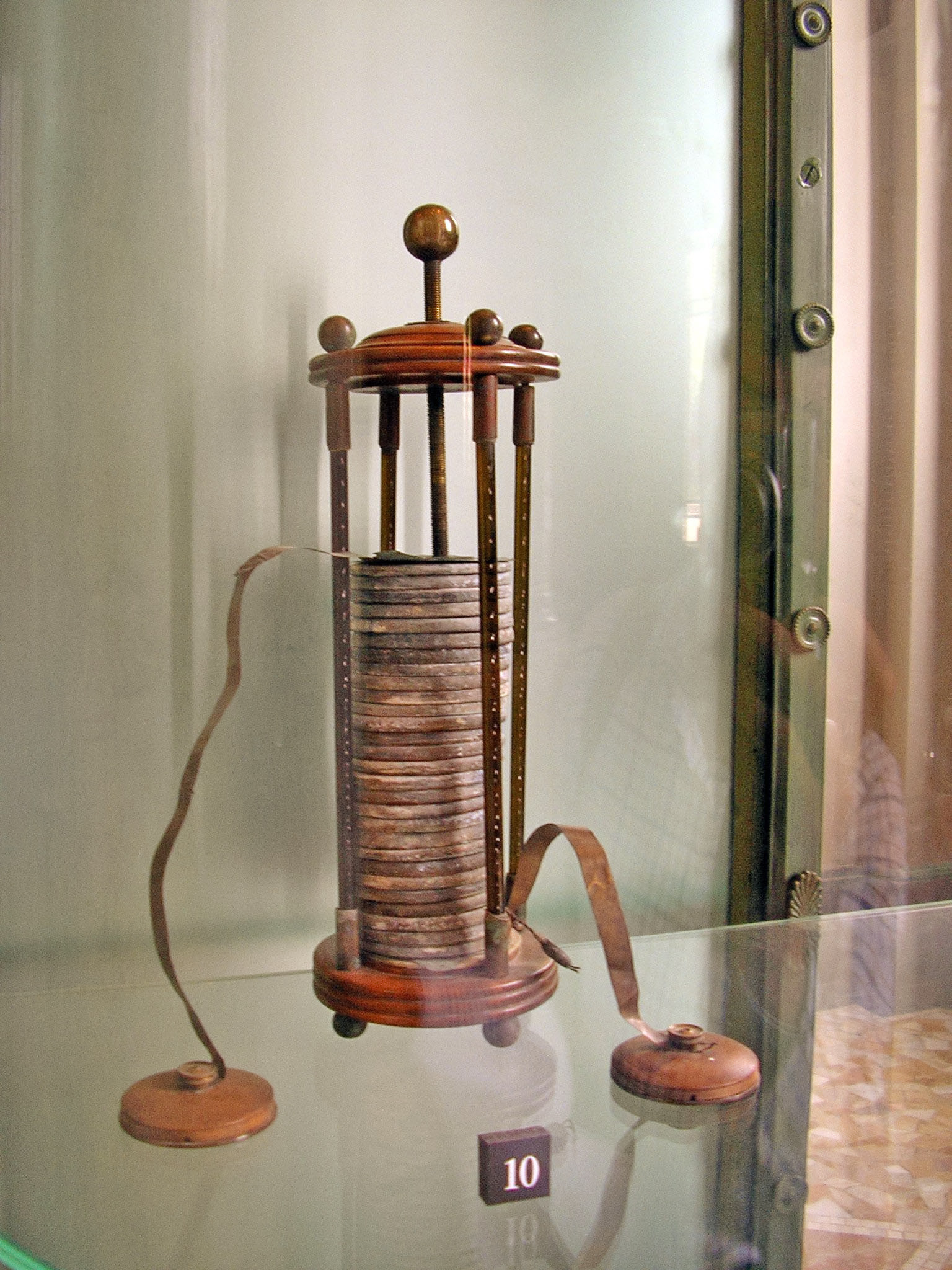
Bateria Volta, al museu Tempio Voltiano, Como

El també físic Luigi Galvani va descobrir el que va anomenar «electricitat animal», que es donava quan contactaven dos metalls diferents, un amb l'altre, connectats en sèrie amb la cama d'una granota. Volta va adonar-se que la cama de la granota servia com a conductor d'electricitat —electròlit— i com a detector d'electricitat i va començar a experimentar només amb metalls, sense utilitzar granotes. Va determinar que els millors materials per a experimentar eren el zinc i el coure i, després d'algunes modificacions, finalment va disposar els dos metalls en una columna, separats per cartons amarats de salmorra. Així va arribar a la conclusió que el teixit muscular animal no calia per produir corrent elèctric; aquest descobriment va comportar fortes controvèrsies entre els partidaris de l'electricitat animal i els defensors de l'electricitat metàl·lica que es van solvatar amb una demostració, el 1800, del funcionament de la primera pila elèctrica.
L'any 1800, com a resultat d'un desacord professional sobre la resposta galvànica defensada per Galvani, Volta va inventar la pila voltaica, una primera bateria elèctrica, que produïa un corrent elèctric constant. Volta havia determinat que el parell de metalls diferents més eficaç per produir electricitat era el zinc i el coure. Inicialment, va experimentar amb cèl·lules individuals en sèrie, cada cel·la era una copa de vi plena de salmorra en la qual es van submergir els dos elèctrodes diferents. La pila voltaica va substituir els gots per cartró sucat en salmorra.
Quan va presentar la pila en públic, Volta va retre homenatge a William Nicholson, Tiberius Cavallo i Abraham Bennet pels seus treballs i influències en la seva tasca científica.

### Primera bateria
La bateria desenvolupada per Volta (a l'any 1804) està acreditada com la primera cel·la electroquímica. Està formada per dos elèctrodes: un fet de zinc i l'altre de coure. L'electròlit és, o bé àcid sulfúric barrejat amb aigua, o una salmorra d'aigua salada —2H+ i SO₄2−. El zinc, que té un valor més alt que el coure i l'hidrogen a les sèries electroquímiques, reacciona amb el sulfat que té càrrega negativa —SO₄2−. Els ions positius de l'hidrogen, protons capturen els electrons del coure, formant bombolles de gas H₂; això fa que la vareta de zinc faci d'elèctrode negatiu —ànode— i la vareta de coure, d'elèctrode positiu —càtode. Per tant, hi ha dos terminals i un corrent elèctric, de baixa intensitat, fluirà si estan connectades; es donen, a la pila voltaica, les següents reaccions químiques, on el coure no reacciona, només funciona com elèctrode:
| Zinc: Zn → Zn2+ + 2e− | Àcid sulfúric: 2H+ + 2e− → H₂ |

Aquesta bateria té uns quants desavantatges; no és segura de manipular, l'àcid sulfúric encara que diluït pot ser perillós, i el potencial disminueix amb el temps, ja que el gas d'hidrogen no s'allibera, s'acumula a la superfície de l'elèctrode de zinc i va formant una barrera entre el metall i l'electròlit.

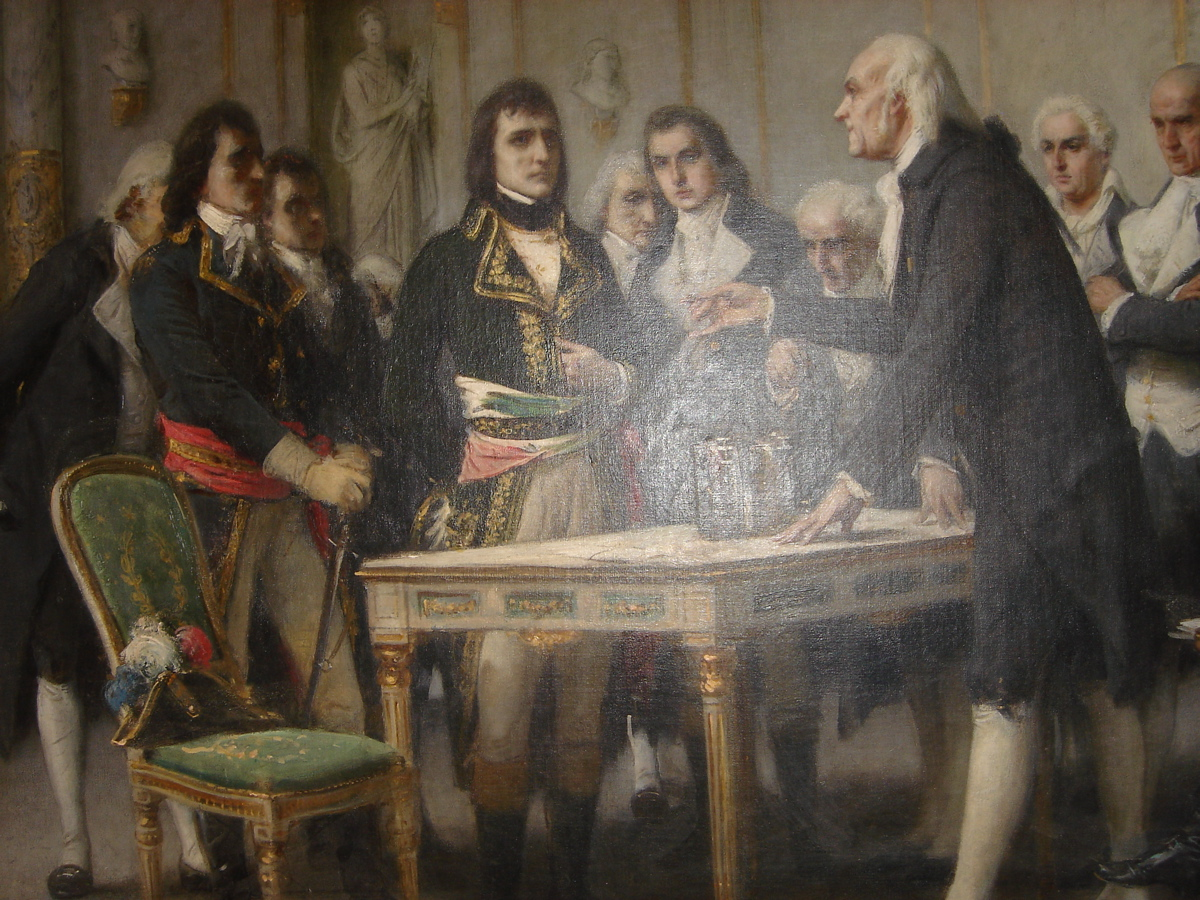
Quadre de Giuseppe Bertini, on representa a Volta demostrant el funcionament de la seva pila a Napoleón, el 1801

### Darrers anys
El novembre de 1801 va viatjar a París on va rebre homenatge d'admiració i elogi de Napoleó Bonaparte i va ser convidat a l'Institut de França on va explicar el principi i el funcionament de la seva pila. El 1810 Bonaparte, com a reconeixement a la seva tasca científica, va atorgar-li el títol nobiliari de Comte. Membre de la Royal Society of London des del 1791, el 1809 va esdevenir membre associat de l'Reial Acadèmia d'Arts i Ciències dels Països Baixos (Koninklijke Nederlandse Akademie van Wetenschappen). Es va retirar el 1819 a la seva finca a Camnago, on va morir el 1827.

### Llegat
El llegat de Volta se celebra amb el memorial Tempio Voltiano situat als jardins públics al costat del llac. També hi ha un museu que s'ha construït en el seu honor, on s'exhibeixen alguns dels equips que Volta utilitzava per fer experiments. A prop s'alça la Villa Olmo, que acull la Fundació Voltian, una organització promotora d'activitats científiques. Volta va realitzar els seus estudis experimentals i va produir els seus primers invents prop de Como.

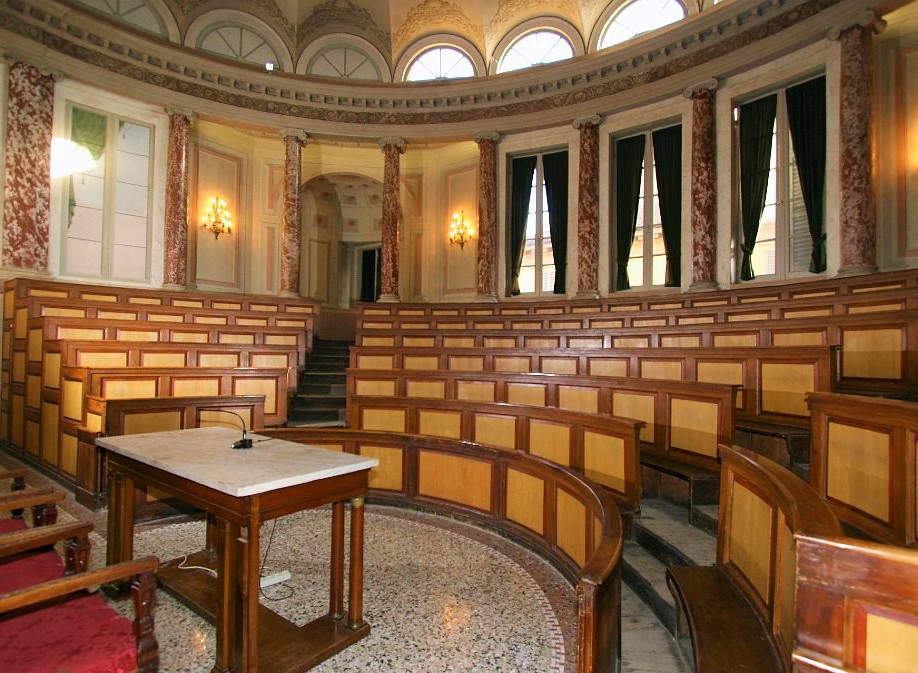
Leopoldo Pollack, Aula Volta, 1787, antic campus de la Universitat de Pavia.

A l’Antic Campus de la Universitat de Pavia hi ha l'aula (Aula Volta) encarregada per l'emperador Josep II a Leopoldo Pollack l'any 1787 per a les conferències d'Alessandro Volta, mentre que al Museu d'Història de la Universitat hi ha molts instruments científics que van pertànyer. a Volta i la seva cadira i la seva pissarra.
La seva imatge estava representada a la lira italiana de 10.000 (1990–1997) juntament amb un esbós de la seva pila voltaica.
A finals de 2017, Nvidia va anunciar una nova microarquitectura GPU centrada en l'estació de treball anomenada Volta.
L'espècie d'anguila elèctrica Electrophorus voltai, descrita el 2019 i el productor de bioelectricitat més fort de la natura, va rebre el nom de Volta.

## Creences religioses
Volta es va criar com a catòlic i durant tota la seva vida va continuar mantenint la seva creença. Com que no va ser ordenat clergue com esperava la seva família, de vegades se l'acusava d'irreligiós i algunes persones han especulat sobre la seva possible incredulitat, subratllant que «no es va unir a l'Església», o que pràcticament «ignorava el crida de l'església». No obstant això, va treure dubtes en una declaració de fe en la qual deia:

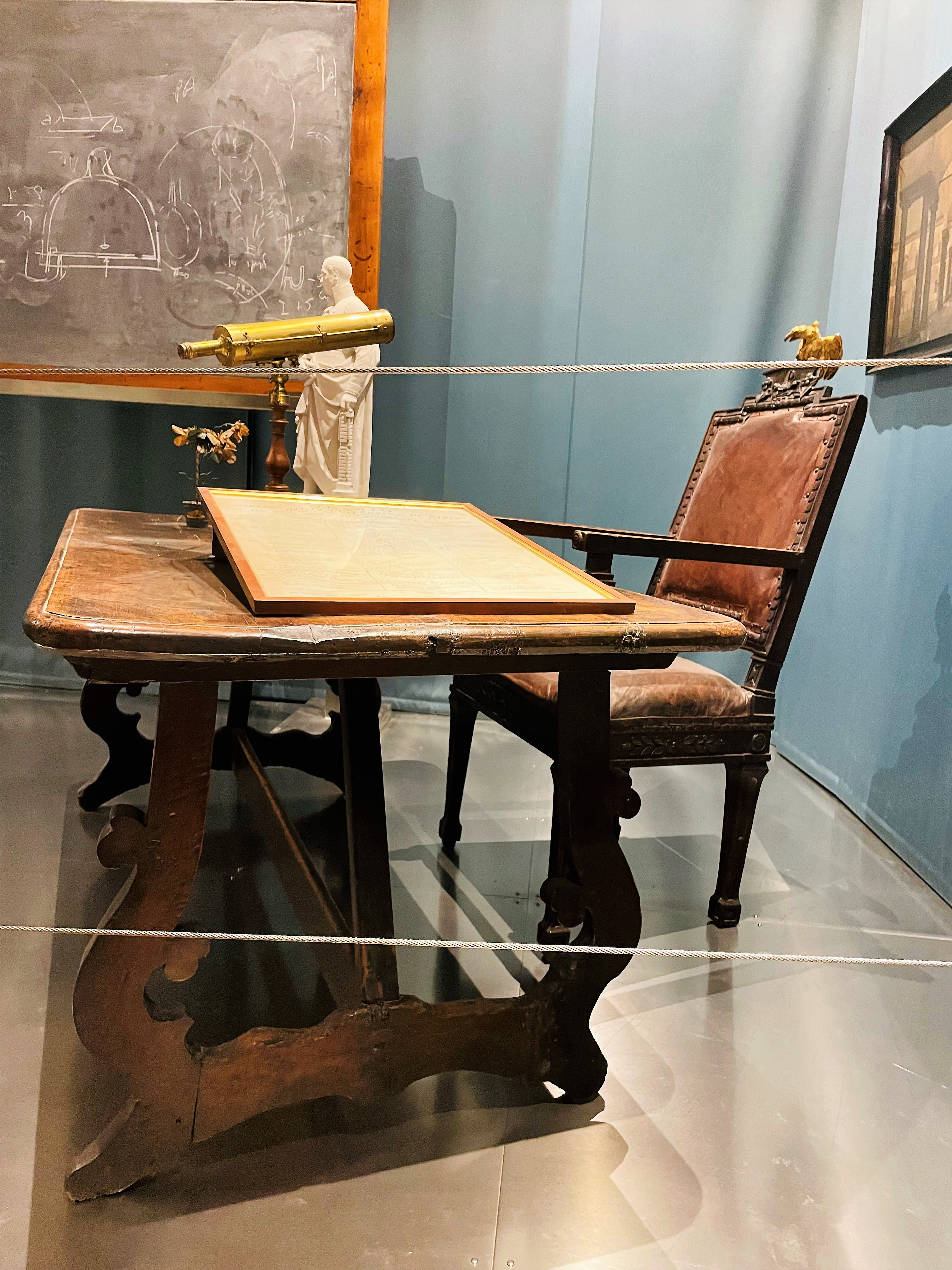
La càtedra i la pissarra d'Alessandro Volta, Museu d'Història de la Universitat de la Universitat de Pavia.

| « | No entenc com algú pot dubtar de la sinceritat i la constància del meu vincle a la religió que professo, la religió romana, catòlica i apostòlica en la qual vaig néixer i vaig créixer, i de la qual sempre m'he confessat, externament i internament. De fet, i massa sovint, he fracassat en la realització d'aquelles bones obres que són la marca d'un cristià catòlic, i he estat culpable de molts pecats: però per l'especial misericòrdia de Déu no he fet mai, ho sé, vacil·lava en la meva fe... En aquesta fe reconec un pur do de Déu, una gràcia sobrenatural; però no he descuidat aquells mitjans humans que confirmen la creença i enderroquen els dubtes que de vegades sorgeixen. Vaig estudiar amb atenció els fonaments i els fonaments de la religió, els treballs dels apologistes i els agressors, els motius a favor i en contra, i puc dir que el resultat d'aquest estudi és revestir la religió amb un grau de probabilitat, fins i tot per la raó merament natural, que tot esperit no pervertit pel pecat i la passió, tot esperit naturalment noble l'ha d'estimar i acceptar. Que aquesta confessió que m'han demanat i que de bon grat dono, escrita i subscrita de la meva pròpia mà, amb autoritat per mostrar-la a qui vulgueu, perquè no m'avergonyeix de l'Evangeli, que doni algun bon fruit! | » |

## Publicacions

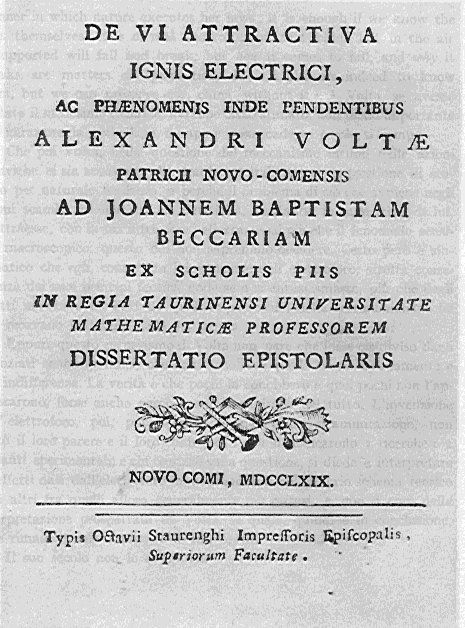
Portada de De vi attrativa ignis electrici

- Voltae, Alexandri. De vi attractiva ignis electrici, ac phaenomenis inde pendentibus (en llatí).  Novo Comi: Typis Octavii Staurenghi, 1769. OCLC 1419897.[Enllaç no actiu]

### Col·leccions menys conegudes
- Briefe über thierische elektricität (1900) (Cartes sobre l'electricitat tèrica, Disponible a les biblioteques de Worldcat.org, Leipzig, W. Engelmann, editor)
- Untersuchungen über den Galvanismus, 1796 bis 1800 (Estudis sobre galvanisme, disponible a les biblioteques de Worldcat.org)
- Del modo di render sensibilissima la più debole elettricità sia naturale, sia artificiale (Del mètode de fer molt sensible l'electricitat natural o artificial més feble del Sr. Alexander Volta, professor de filosofia experimental a Como, etc. Llegit a la Royal Society, 14 de març de 1782, celebrat a les biblioteques Worldcat)